# 岩城地域コミュニティバス

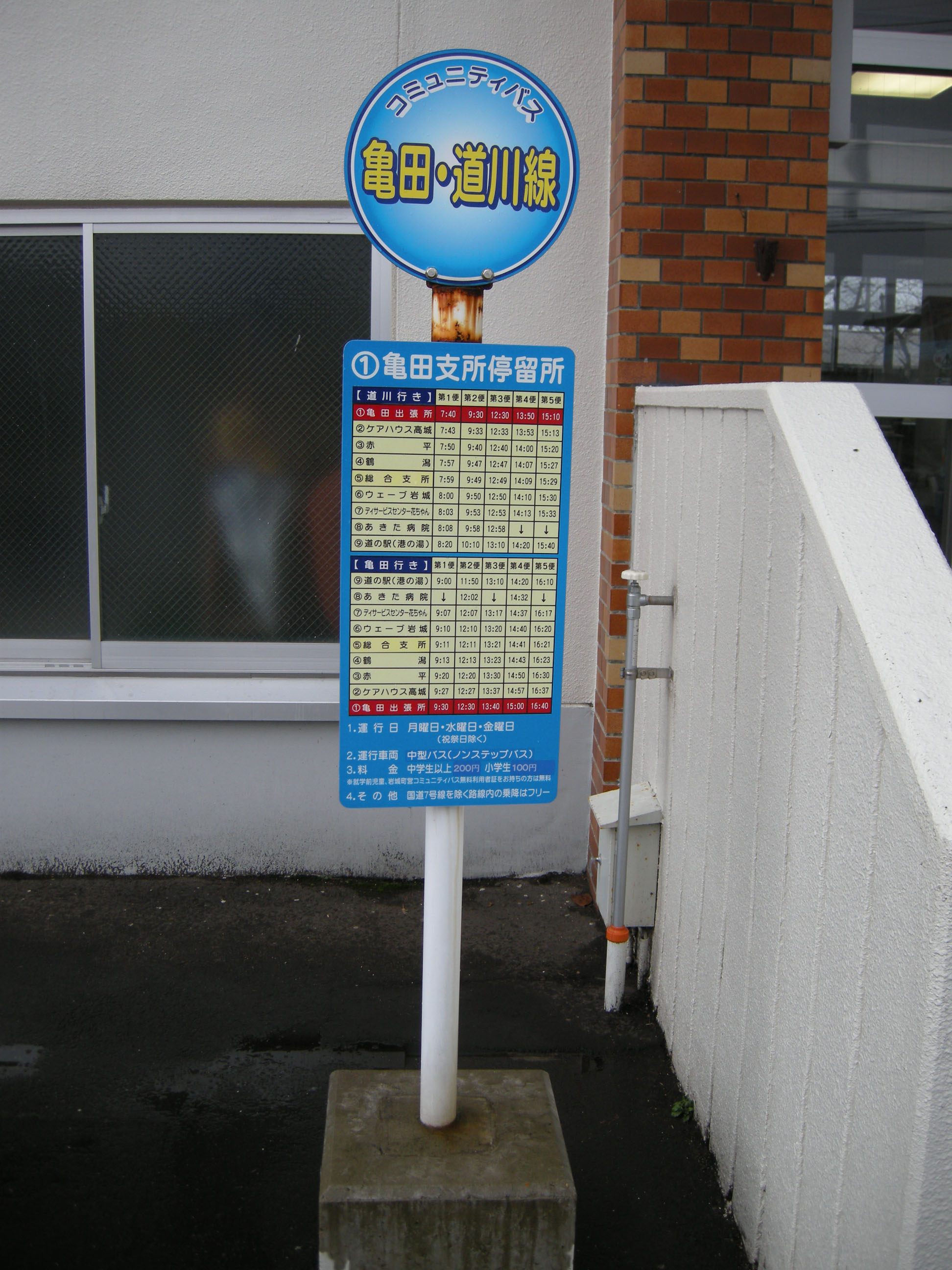
亀田道川線のバス停

岩城地域コミュニティバス（いわきちいきコミュニティバス）は、秋田県由利本荘市岩城地域にて運行しているコミュニティバスである。旧岩城町が運行していたコミュニティバスを、合併後の由利本荘市が引き継いだものである。

## 概要
- 亀田道川線と、南沢線の2路線がある。
  - 亀田道川線は、自家用自動車（白ナンバー車）による有償運送の形態での運行である。
  - 南沢線は、岩城タクシーに委託する乗合タクシーでの運行である。
- 運賃：利用（1回）100円、小学生は半額、未就学児は無料。
- 全便月曜・水曜・金曜のみの運行、祝日は運休。

## 沿革
- 2003年4月 - 岩城町のコミュニティバスとして南沢線（亀田出張所 - 上虻田8.1km）運行開始。
- 2004年10月 - 亀田道川線（亀田出張所 - 道の駅15.2km）運行開始。
- 2005年3月22日 - 合併により由利本荘市に引き継がれる。

## 路線
亀田道川線

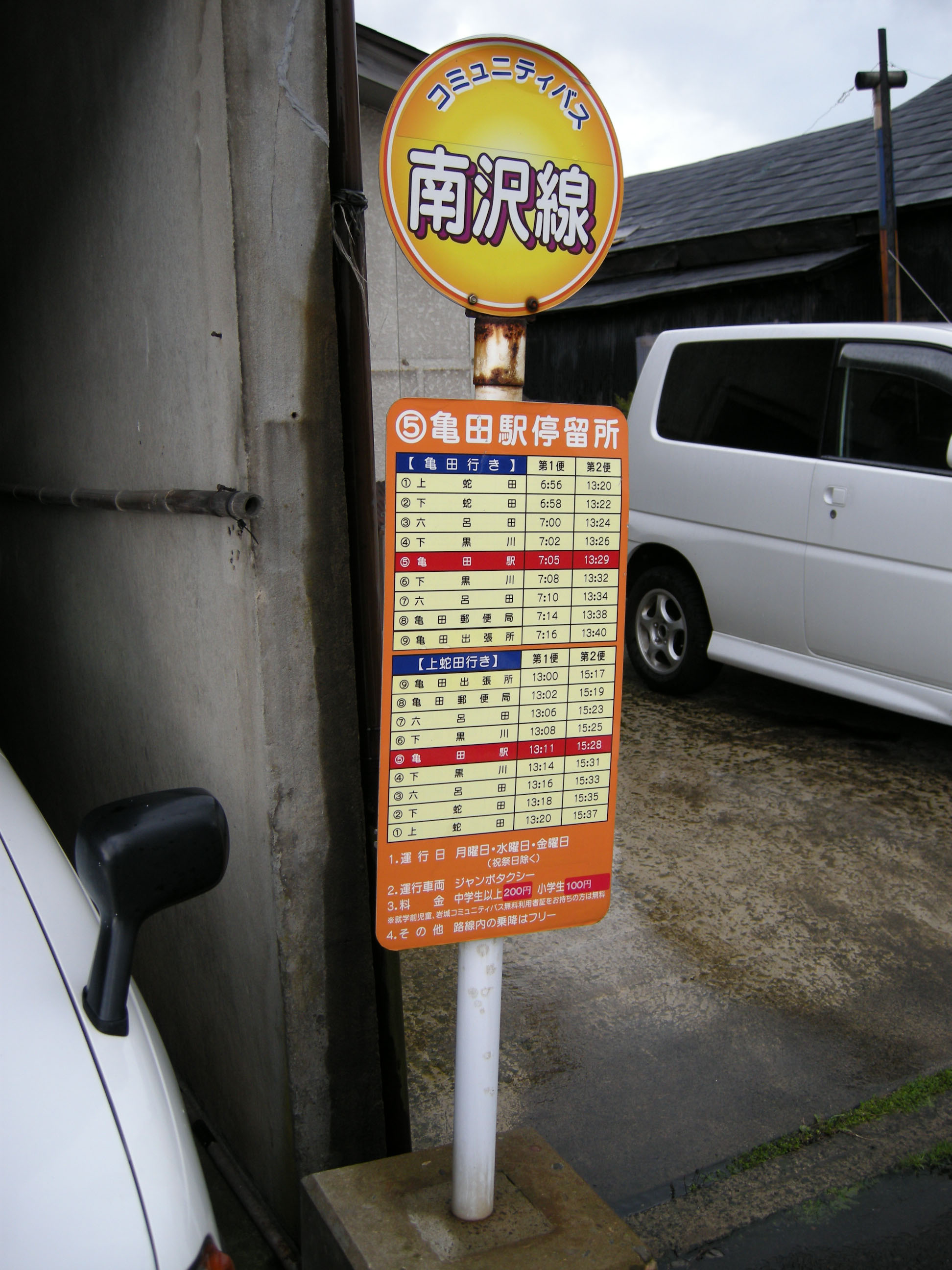
南沢線のバス停

- 亀田出張所 - ケアハウス高城 - 赤平 - 鶴潟 - 総合支所 - ウェーブ岩城 - デイサービスセンター花ちゃん - あきた病院 - 道の駅（港の湯）

南沢線
- 亀田出張所 - 亀田郵便局 - 六呂田 - 下黒川 - 亀田駅 - 下黒川 - 六呂田 - 下蛇田 - 上蛇田

## 車両
- 亀田道川線は低床型のノンステップバス（日野・レインボーHR）が、南沢線はジャンボタクシー用車両（日産・ホーミー）が使用されている。

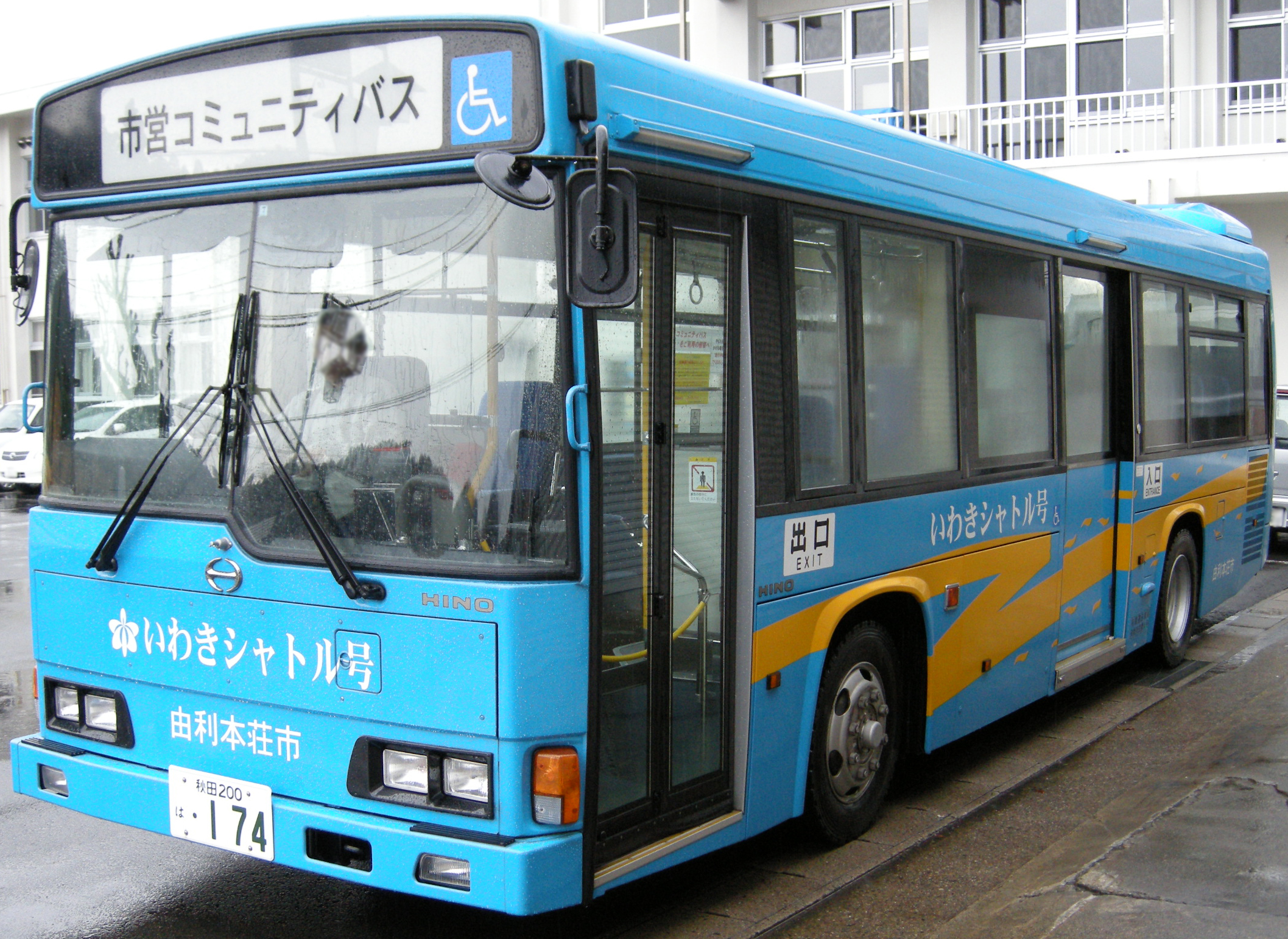
亀田道川線の車両
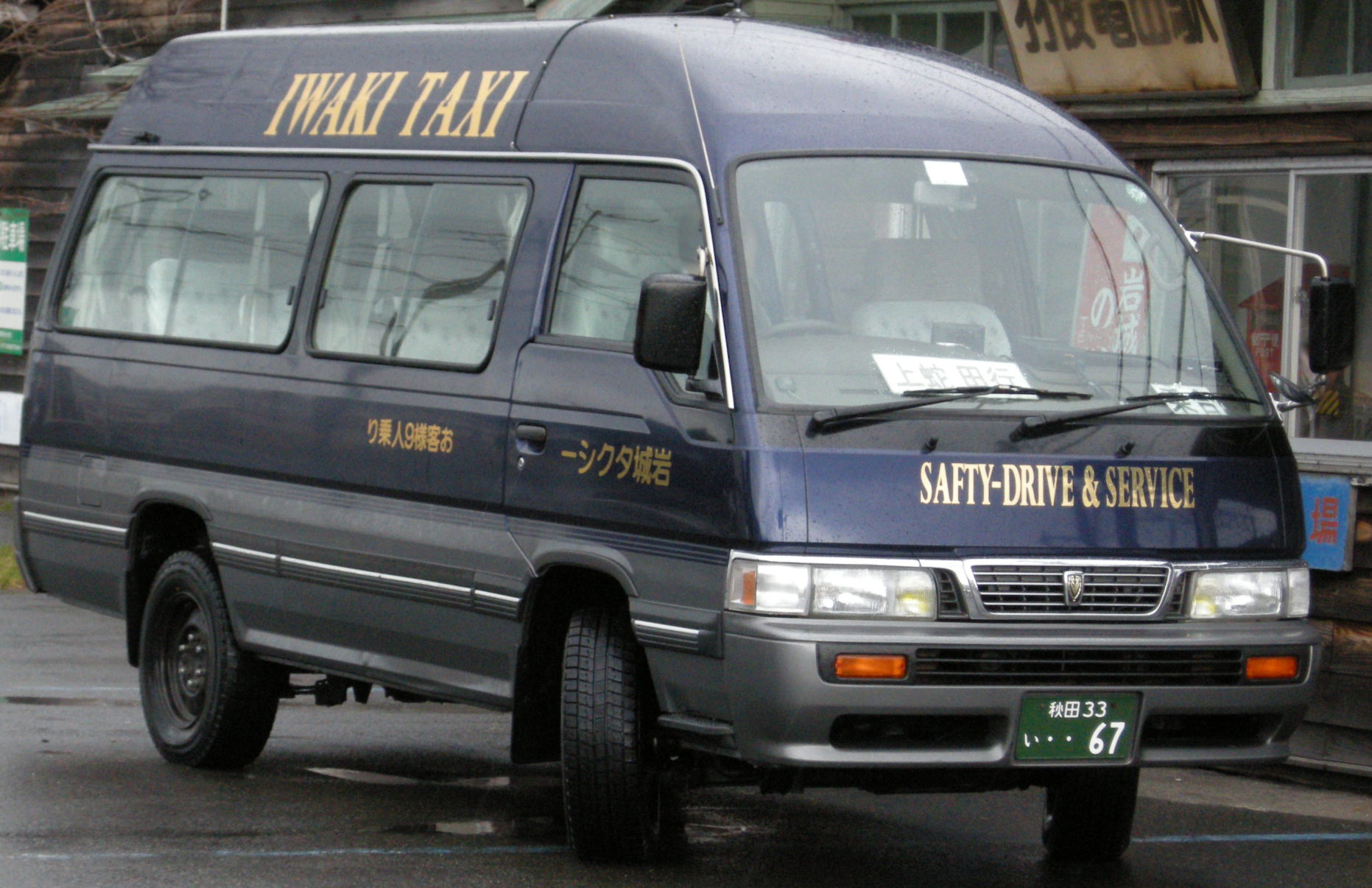
南沢線の車両